# Mordella trinotata
Mordella trinotata es una especie de coleóptero de la familia Mordellidae.

## Distribución geográfica
Habita en Java.